# クリスティナ・ウェイボーン
クリスティナ・ウェイボーン（Kristina Wayborn、本名 Britt-Iinger Johansson 、1950年9月24日 - ）は、スウェーデン出身の女優。

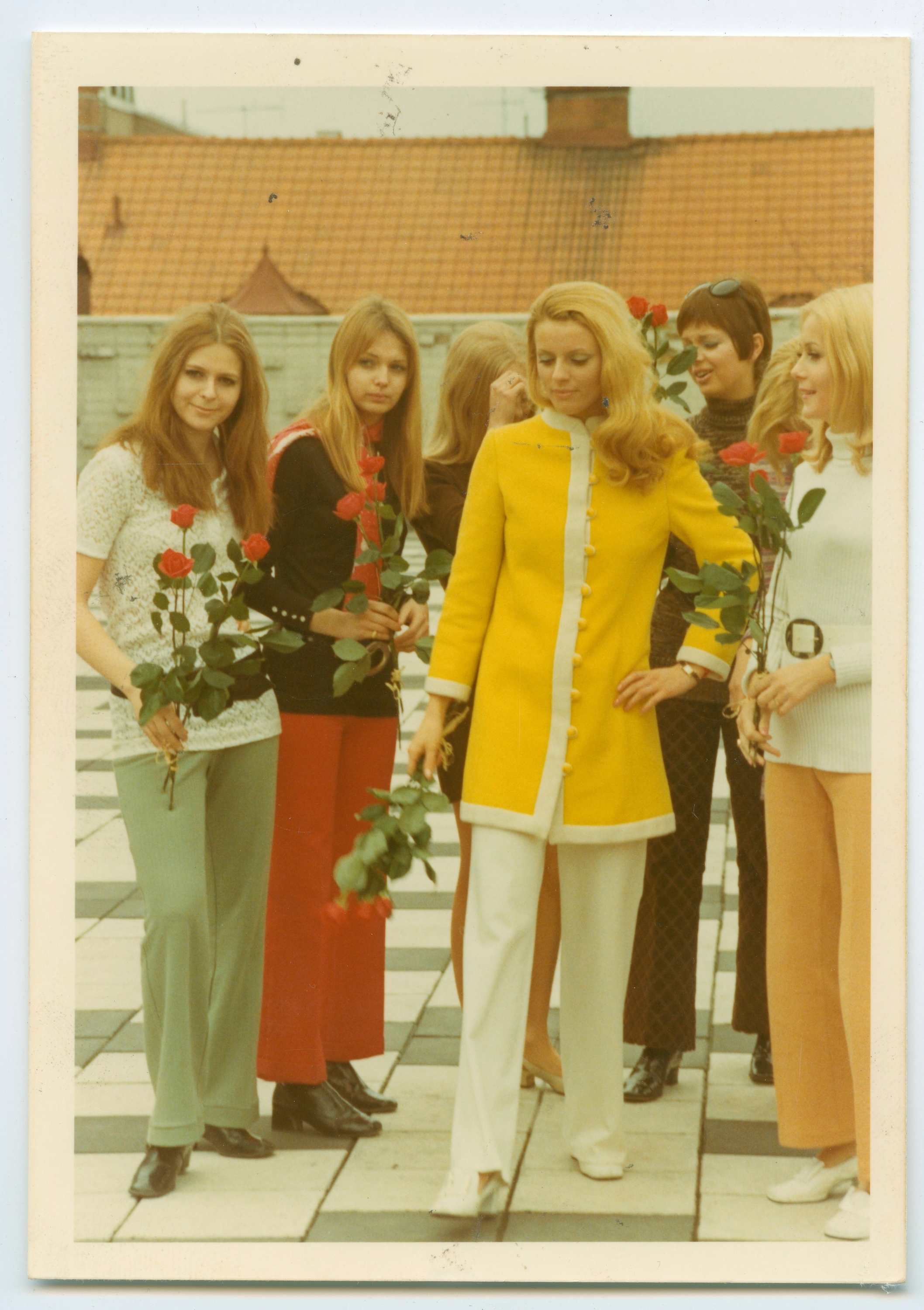
1970年

スモーランド、ニブロに生まれる。1970年、ミス・スウェーデンに選ばれ、同年のミス・ユニバース世界大会でトップ15に入賞する。その後、女優として活動し、1983年公開の『007 オクトパシー』に、同じスウェーデン出身のモード・アダムスと共に出演する。以後はテレビドラマでの活動が多く、『超音速攻撃ヘリ エアーウルフ』、『冒険野郎マクガイバー』、『ベイウォッチ』などにゲスト出演している。

## 主な出演作品
- 007 オクトパシー　Octopussy （1983）
- 地獄のテロリスト/銃殺!レイプ!恐怖のフライト　Hostage Flight （1985）
- Little Ghost （1997）
- Forbidden Warrior （2004）